# 三嶋隆夫
三嶋 隆夫（みしま たかお、1944年4月29日 - ）は、日本のパティシエ。福岡県福岡市出身

## 略歴・人物
本籍は福岡県であるが、父の転勤先であった札幌市に生まれる。1963年福岡県立修猷館高等学校を経て、1969年流通経済大学を卒業。高校までは野球に熱中し、大学では流通経済大学ラグビー部創立メンバーとなり、2年の時に部の初トライを決めている。
学生時代から料理を作るのが得意であり、大学時代に料理を振舞ったラグビー部の友人に勧められたことがきっかけで、料理人を志す。大学卒業後、父が親しくしていた元西鉄ライオンズ（現・埼玉西武ライオンズ）監督三原脩の子息が帝国ホテルに勤務していたことから、その世話で帝国ホテルの料理飲料部に入社。配属された菓子部門で5年間勤務した後、青山のケーキ店で修業し、1976年渡欧。スイス・ルツェルンのパティスリーで修行、フランス・ニースの洋菓子店「ペシェミニオン」で勤務した後、パリに移り、洋菓子店「エルグワルシュ」そして「アクトゥール」で仕事し、「アクトゥール」では日本人初のシェフを務めた。
1980年帰国。翌1981年故郷の福岡市で洋菓子店「フランス菓子16区」をオープン。以来現在に至るまで、一切多店舗化せず、一店舗のみで「自分の作ったものは自分の目の届く範囲で売る」「鮮度を一番大切にする」というポリシーを貫いている。今や日本のみならず本場フランスでも人気の高いダックワーズが、三嶋の考案により創られた洋菓子であることは広く知られている。
2007年卓越した技能者として厚生労働省から「現代の名工」受章。2015年黄綬褒章受章。
杉田水脈の支持者であり、2023年には三嶋が主催する「16区会」総会において杉田による講演が行われた。